# 海洋污染
海洋污染指进入河口近海的污水、废水造成的污染。

## 石油污染
石油污染是一种严重的海洋污染。来源于经河流、向海洋注入的含油废水、海上油船漏油、排放和油船事故等；海底油田开采溢漏；逸入大气中的石油烃的沉降等。进入海洋的石油烃年约600万吨左右。

### 入海变化
- 扩散：入海石油先在海洋表面迅速扩展成薄膜，在风浪、海流作用下分割成块、带状油膜，随风漂移，速度约为风速的百分之三，石油中的氮、硫、氧等非烃组分是表面活性剂，促进石油扩散。
- 蒸发：石油的轻组分发生蒸发。含碳数小于12的烃在几小时内大部分蒸发，碳数在12～20的烃蒸发要几个星期，碳数大于20的烃不易蒸发。蒸发大约消除泄入海中石油量的1/4～1/3。
- 氧化：海面油膜在光、微量元素的催化下发生氧化。扩散、蒸发、氧化过程在石油入海后的几天内，对石油的消失起重要作用，其中扩散速率高于自然分解速率。
- 溶解：低分子烃、有些极性化合物溶入海水中。正链烷分子量越大，溶解度越低，芳烃溶解度大于链烷。溶解、蒸发都是低分子烃的效应，对水环境影响不同。石油烃溶于海水易被海洋生物吸收。
- 乳化：受海流影响，石油易发生乳化。油包水乳化较稳定，聚成像冰淇淋的块状，较长期在水面漂浮；水包油乳化较不稳定易消失。使用分散剂有助于水包油乳化的形成，加速油污的去除。
- 沉积：海面石油经过蒸发、溶解后，形成致密的分散离子，聚合成沥青块，或吸附于其他颗粒物上，最后沉降于海底，或漂浮上海滩。
- 微生物降解：烃类氧化菌广泛分布于海水、海底泥中。浮游、定生海藻直接从海水中吸收、吸附溶解的石油烃。海洋动物摄食吸附有石油的颗粒物质，由于石油烃是脂溶性的，生物体内石油烃的含量一般随着脂肪含量增大而增高。在清洁海水中，海洋动物体内积累的石油可以较快地排出。

较高水温有利于油的消失。消失一半所需的时间，10℃时大约为1个半月；18～20℃时，为20天；25～30℃时，为7天。渗入沉积物的石油较难消除，需几月至几年。

### 影响
- 石油形成的油膜阻碍大气、海水间的气体交换，影响海面对辐射的吸收。长期覆盖在极地冰面的油膜，增强冰块吸热，加速冰层融化。石油会溶解卤代烃等污染物中的亲油组分，降低界面间迁移速率。
- 油膜减弱了太阳辐射透入海水，影响海洋植物的光合作用。油膜沾污海兽皮毛、海鸟羽毛，溶解油脂物质，使其失去保温、游泳、飞行能力。高浓度石油会降低微型藻类的固氮能力，阻碍生长，导致死亡。沉降于潮间带、浅水海底的石油，使一些动物幼虫、海藻孢子失去适宜的固着基质。石油渗入大米草、红树等体内，改变细胞的渗透性。炼制油的毒性大于原油，低分子烃毒性大于高分子烃。

## 有机物污染
这类污染物不会在生物体内积累。适量的有机物、营养盐，有利海洋生物生长，过量造成水体溶解氧减少，浮游植物大量繁殖。潮流使河口有机物稀释扩散，多被细菌分解为二氧化碳、水。
- 有机物漂浮、悬浮于海面，海水更加混浊，对海洋植物的光合作用和鱼类洄游有破坏。覆盖力很强的纤维素等粘稠物，能使动物窒息。
- 微生物降解有机物，消耗大量溶解氧。生产1吨纸浆排出的木质素消耗0.2～0.5吨氧，木质素下沉，造成下层海水缺氧，形成硫化物。大量有机物入海，水体富营养化，污水生物大量繁殖。
- 过量营养盐排入海洋，使细菌、病毒大量繁殖；病毒进入鱼贝体内，危害鱼贝类的生长发育，通过食物进入人体，可引起伤寒、肝炎、大肠杆菌、痢疾和肠胃炎等疾病。

## 重金属污染
污染海洋的重金属元素有汞、镉、铅、锌、铬、铜等。當發生岩石风化、海底火山喷发、水土流失時，大量重金属通过河流、大气注入海中。污、废水、重金属农药，燃烧煤和石油释放出的重金属经大气进入海洋；全球每年入海洋的汞有3000多吨；大气中的铅通过大气输送，污染海洋。

### 迁移
- 物理迁移：海－气界面重金属的交换；海流、波浪、潮汐下，随海水运动，稀释、扩散，能将重金属迁移很远。
- 化学迁移：重金属元素在富氧、缺氧下发生氧化还原反应，及化学价态、活性、毒性的变化。重金属在海水中能与无机、有机配位体生成络合物、螯合物，使重金属的溶解度增大。底质的重金属可能重新进入水体。重金属在海水中水解生成氢氧化物，或被水中胶体吸附，易在河口、排污口沉积。
- 生物迁移：海洋生物通过吸附、吸收、摄食富集重金属，产生迁移，经浮游植物、浮游动物、鱼类食物链逐级放大，鱼体内富集浓度较高。此外无机汞在微生物作用下可转化为毒性更强的甲基汞。

### 危害
食用海产品，重金属进入人体。甲基汞能引起水俣病；镉、铅、铬都能引起中毒，或有致癌、致畸作用。对生物体的危害一般依次是汞、铅、镉、锌、铜；有机汞、无机汞；一般海洋生物的种苗、幼体对重金属污染较为敏感。生物体对摄入体内的重金属，形成金属硫蛋白减轻危害，或与巯荃蛋白结合成金属巯基排出体外。

## 放射性污染
海洋生物能直接从海水、摄食吸收核素，牡蛎对锌-65的浓缩系数最大。核素沿食物链转移。低等生物对辐射的抗性强，胚胎和幼体对射线辐射的敏感性高。

### 转移
海流是转移的主要动力，风也有影响。上层海水中的离子态核素难于向海底方向转移，只有通过水体的垂直运动，被颗粒吸着，与物质凝聚、絮凝等才能较快地沉降于海底。沉积物对大多数核素有很强的吸着能力，沉积物从海水中吸着核素的能力大致是：钙<锶铯<铷<锌<铁，锆-铌<锰<钌<钷。
60年代中期，太平洋东北部鲑鱼体内铁的比活性，比环境海水的比活性高1000～10000倍；从大气沉降到海水中的铁，与海水中的稳定铁有不同理化形式，海洋生物比较能吸收、积累铁。在pH=8时，锌在海水中以离子、微粒子和络合物存在；当pH=6时，仅以离子和络合物存在。

## 自净能力
海洋环境通过物理、化学、生物作用，使污染物的浓度自然地降低。
- 物理净化：通过稀释、扩散、吸附、沉淀、气化实现，是海洋自净中最重要的过程。在河口、内湾，潮流是污染物稀释扩散最持久的力量。如随河流入河口的污水、污染物，随着时间推移，通过水平流动、湍流扩散不断向外海扩散，使污染范围扩大，浓度降低，可沉性固体沉积。在河口近岸区，混合、扩散作用受河口地形、径流、湍流和盐度较高的下层水体卷入的影响。

- 化学净化：海水变化产生各种反应；比如有机污染物经氧化还原最终生成二氧化碳、水等。汞、镉、铬、铜等金属，在海水酸碱度和盐度变化影响下，离子价态发生改变，毒性改变或由胶体物质吸附凝聚沉于海底。海水中含有的各种配合体、螯合剂可以与污染物发生络合反应，改变它们的状态和毒性。价态的变化直接影响这些金属元素的化学性质、迁移、净化能力。大多重金属在强酸性海水中形成易溶性化合物，有较高的迁移能力；在弱碱性海水中易形成羟基络合物如Cu(OH)、Pb(OH)、Cr(OH)等。一般可溶性物质净化能力弱，难溶性物质易沉底净化能力强。

- 生物净化：微生物、藻类代谢将污染物降解、转化成低毒或无毒。如将甲基汞转化为金属汞，石油烃氧化成二氧化碳、水。微生物能降解石油、有机氯农药、多氯联苯等。